# Кульгава качка

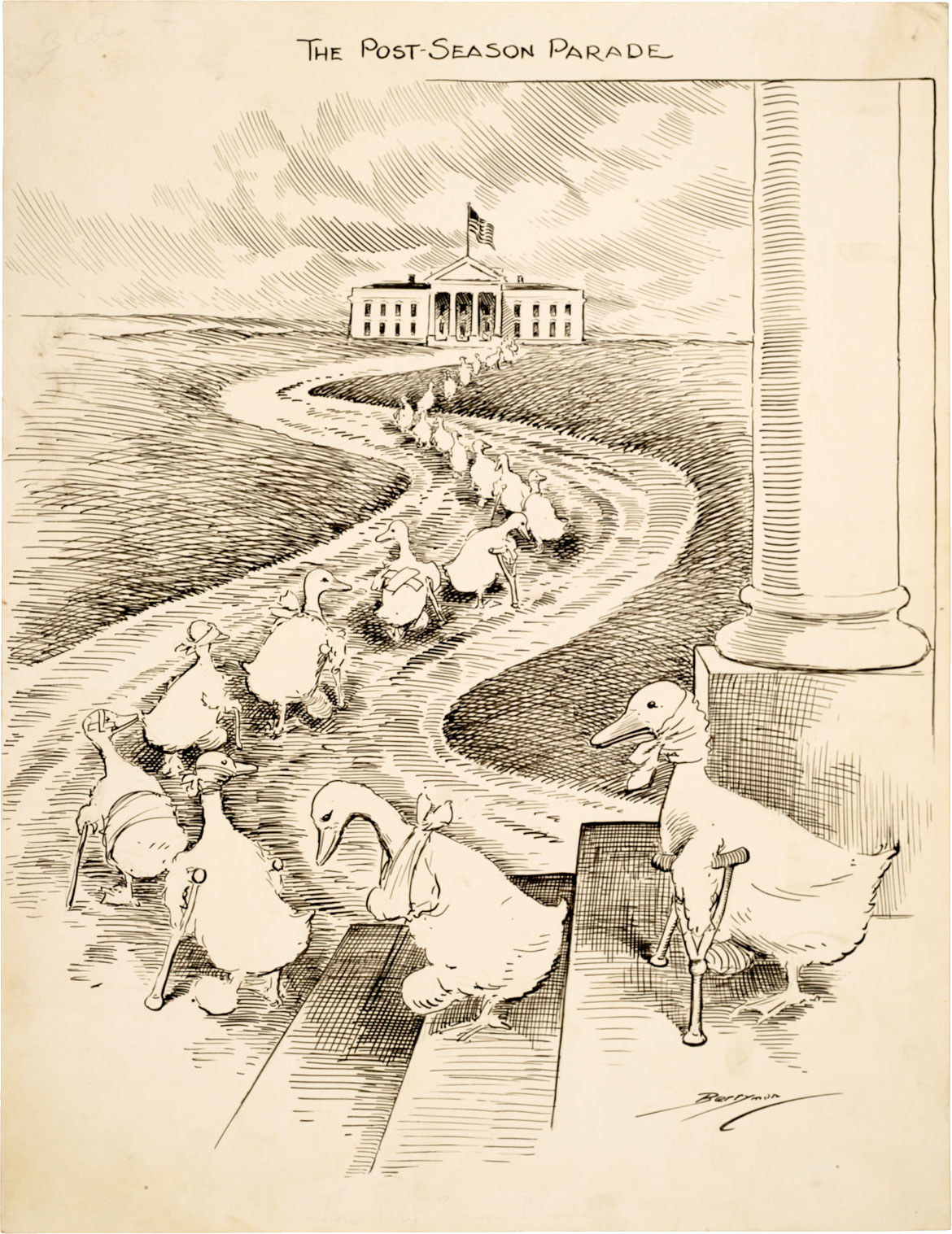
Кульгаві качки, зображені на карикатурі Кліффорда К. Беррімана символізують демократів, які, зазнавши поразки на чергових виборах, прямують до Білого дому, сподіваючись отримати політичні призначення у тодішнього президента-демократа Вудро Вільсона.

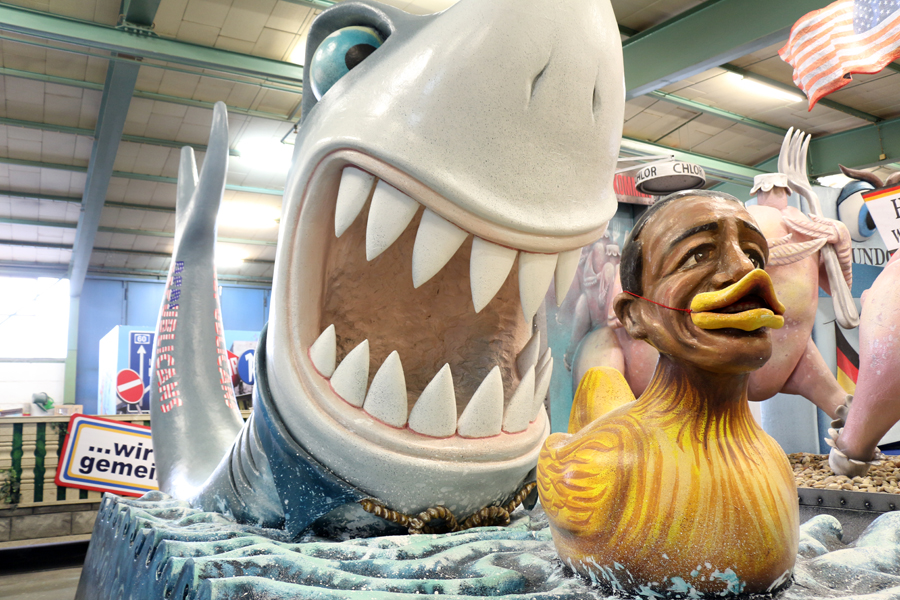
Карнавальний візок-платформа традиційного карнавалу у німецькому місті Майнц у «Рожевий понеділок» (2015) зображує президента США Барака Обаму, як «кульгаву качку», на яку полює акула, що уособлює Республіканську партію США. На задньому тлі — курячі стегенця («ніжки Буша») на марші, як символ просування Угоди про трансатлантичне торговельне та інвестиційне партнерство.

«Кульгава качка», «Качка, що шкутильгає» (англ. lame duck) — політологічний термін. В американській політичній системі це президент, який залишає свою посаду, фігура, від якої небагато що залежить, в той час, коли вся увага громадськості зосереджена на кандидатах-наступниках. Окрім загального негативного звучання, вираз «кульгава качка» в американській англійській [мові] позначає політика, якому більше не судилося переобратися.
Метафору в англомовних країнах вживають, починаючи від XVIII століття; у політичній сфері воно було вжито вперше у США в 60-х роках XIX століття; у сучасній політичній номенклатурі вживається дуже широко:
- на означення президента, який вичерпав термін каденцій (Клінтон, Буш-молодший тощо),
- на означення президента в останній період урядування, коли уже обрано іншого президента (Берлусконі в 2006, Буш-старший у 1992, Коль у 1998, Валенса у 1995, Валері Жискар д'Естен у 1981 тощо),
- на означення президента, який мав змогу, проте вирішив не балотуватися на другий термін (Ліндон Джонсон у 1968, Гаррі Трумен у 1952, Йоганне Рау в 2004)[2],
- або як характеристика діючого президента, коли строк його повноважень закінчується, а перемога наступника, якого він підтримує, не є однозначною.[3]

Поширене в багатьох країнах обмеження терміну повноважень глави держави двома мандатами, як свідчить, наприклад, американський досвід, мимохіть призводить до зниження ефективності діяльності президента в останні два роки другого терміну (коли президент стає «кульгавою качкою»). Як наголошується в американській літературі, преса в цей час все більше концентрує увагу на нових кандидатах на означену посаду, лідери ж зарубіжних держав, зазвичай, відкладають проведення найважливих переговорів, допоки новий президент не набуде повноважень. 

## Історія
Вже у 1700-х роках «кульгавою качкою» на Лондонській фондовій біржі називали дільця, який не має змоги сплатити власні борги, при чому, його відповідний статус неплатоспроможного боржника має бути публічно визнаний. Згодом термін перекочував до Нового Світу, де набув властивого сучасного значення.
Не переобраний президент Джон Адамс зробив призначення своїх прихильників на судові посади. Новий президент США Томас Джефферсон відмовився визнавати ці призначення, було ініційовано справу Марбері проти Медісона 1803 року, під час якої прихильник Адамса — Вільям Марбері звернувся до Верховного суду США, який, хоча і складався з політичних супротивників Джефферсона і Медісона, не визнав конституційність своїх повноважень щодо вирішення цього спору.
Найдраматичнішим періодом «кульгавої качки» в історії США стали 1860-1861 рр. під час переходу влади від Джеймса Б'юкенена до Авраама Лінкольна. Б'юкенен вважав, що штати не мали права на відокремлення, але, водночас, розпочинати військові дії, аби їх зупинити, у законний спосіб федеральний уряд не міг. Між 6 листопада 1860 і 4 березня 1861 року, сім штатів проголосили про вихід зі складу федерації, що стало початком конфлікту та громадянської війни між північними та південними штатами.
Період правління «кульгавої качки» Герберта Гувера до приходу до влади Франкліна Рузвельта (8 листопада 1932 — 4 березня 1933) у розпал «Великої депресії» також став надзвичайно важким випробуванням для країни. Після свого обрання Рузвельт відмовився від пропозицій Гувера щодо розробки спільної програми, спрямованої на зупинення низхідної спіралі у економіці та заспокоєння інвесторів, заявивши, що цим попередник прагне зв'язати йому руки. Таким чином, Гувер в цей час кризи залишався найненавистнішою людиною у Сполучених Штатах, а економіка США протягом цього періоду «міжцарів'я» і надалі занурювалася у безодню.
У 1933 році період «кульгавої качки» істотно скорочений XX поправкою до Конституції США: після 1933 року термін президентських повноважень закінчувався 20 січня, а не 4 березня, як раніше було встановлено XII поправкою. Це зменшило, хоча і не виключило повністю, ймовірність колізій між новообраним президентом та його попередником, котрий полишає посаду.

## Курйози
20 січня 2001 року, за кілька годин до закінчення свого президентського терміну, Білл Клінтон помилував понад 140 осіб і пом'якшив вироки ще 36 злочинцям. Серед щасливців, що дістали дармове прощення, опинився його власний одноутробний брат Роджер, засуджений за зберігання та розповсюдження наркотиків, екс-партнерка по бізнесу С'юзан МакДагл, ім'я якої згадувалося в Уотергейтській справі та колишній директор Центрального розвідувального управління Джон Дойч, який перебував під слідством за звинуваченням у порушенні правил поводження з секретною урядовою інформацією.
Також було знято переслідування з найбільшого фінансового шахрая Марка Річа, котрий завинив Податковій службі США 48 млн дол. та переховувався від американського правосуддя в Швейцарії. Примітно, що колишня дружина М. Річа, Деніз, успішно працювала тоді над залученням грошей до фонду Демократичної партії США (понад 1 млн дол. пожертв). Втім, незважаючи на неоднозначну реакцію суспільства та ініційоване республіканськими конгресменами розслідування, анулювати помилування не було можливості.
- Обраний президент США